# آمدیم، نبودید، رفتیم
آمدیم، نبودید، رفتیم نمایشنامه‌ای نوشته محمد چرمشیر است. داستان نمایشنامه بازخوانی داستان پینوکیو و برداشتی متفاوت از آن قصه است. بر خلاف داستان پینوکیویی که می‌شناسیم شرط آدم شدن او پرهیز از دروغ گفتن و غلبه بر وسوسه‌هایش نیست، بلکه در این داستان پینوکیو برای رسیدن به دنیای انسان‌ها دست به هر کار پلیدی می‌زند و هیچ ترس و وحشتی از دروغ گفتن و زیر پا گذاشتن ارزش‌های انسانی ندارد.
نمایش آمدیم، نبودید، رفتیم در سال ۱۳۹۰ به کارگردانی رضا حداد به‌روی صحنه رفت، که بعدتر به‌صورت فیلم تئاتر نیز پخش شد.